# Hermanos Conde
Hermanos Conde es una firma de constructores de guitarra española siguiendo la tradición de artesanos fundada en 1915 por Domingo Esteso en Madrid.

## Historia
La dinastía Conde se instaló en el primera cuarto del siglo XX en un taller la calle de Gravina, donde Esteso formó a sus sobrinos Mariano, Faustino y Julio Conde, que conformarían la marca «Hermanos Conde». La muerte de Domingo en 1937 dejó el taller en las manos de su mujer Nicolasa Salamanca y sus tres sobrinos, periodo en el que la producción se hace bajo el nombre «Viuda y Sobrinos de Esteso» hasta la muerte de Nicolasa en 1959. A comienzos de la década de 1950, Julio Conde se independizó montando su propio taller en el número 53 de la calle Atocha. A partir de 1960 y hasta 1989 los sobrinos de Esteso dirigen la empresa bajo el nombre de «Sobrinos de Domingo Esteso Conde Hermanos» o «Hermanos Conde Sobrinos de Domingo Esteso». Felipe Conde (nacido en 1957) y Mariano Conde Jr. (nacido en 1959) entraron en el taller como aprendices en los años. Por su parte, en 1980 Mariano Conde Salamanca (Mariano Conde Sr.) se estableció, con sus dos hijos Felipe y Mariano en un nuevo taller en la calle calle Felipe V, bajo el nombre «Conde Hermanos Sucesores Sobrinos de Esteso».
Tras la muerte de Faustino en 1988 y de Mariano Sr. en 1989, Felipe y Mariano continuaron construyendo guitarras en el taller de la calle Felipe V bajo el nombre «Conde Hermanos Sucesores Sobrinos de Esteso», más conocidos como «Conde Hermanos». En 2010 Felipe y Mariano decidieron disolver su sociedad y trabajar en sus respectivos talleres cerca del Teatro Real. A su vez, Julio Conde siguió fabricando guitarras prácticamente hasta su fallecimiento en 1995, y desde entonces son sus hijos y nieta quienes continúan la tradición de «Conde Hermanos» en el taller de la calle Atocha.

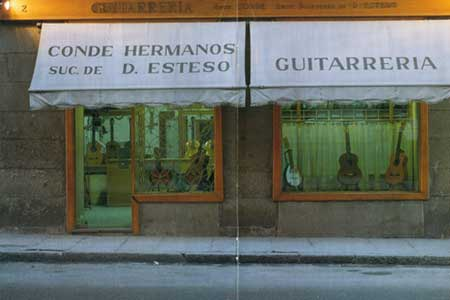
Tienda y taller de guitarras en la calle Felipe V.

## Guitarristas destacados
La producción de la saga Esteso-Conde ha abastecido a artistas destacados del mundo de la guitarra y en especial del flamenco y la guitarra clásica, entre ellos: Paco de Lucía, Manolo de Huelva, Niño Ricardo, Melchor de Marchena, Sabicas, Mario Escudero, Esteban de Sanlúcar, Regino Sainz de la Maza, Oscar Herrero, Roberto Morón, José Manuel Cañizares, Rafael Riqueni, Enrique de Melchor; a los que pueden añadirse los nombres de Al Di Meola, Bob Dylan, Cat Stevens, John Williams, Lenny Kravitz, David Byrne, Toninho Horta, Leonard Cohen, Wayne Wesley Johnson.